# Gustavo Cova
Gustavo Ismael Cova (Ciutat de Buenos Aires, 13 de juliol de 1966)  és un director de cinema argentí.
Interessat pel dibuix, i les historietes, va estudiar des de petit dibuix i animació. Ingressa en 1984 al Institut d'Art Cinematogràfic de Avellaneda i a la Facultat de Ciències Socials de Buenos Aires. Aquest any cursa Disseny i Visió fotogràfica en Belles Arts. Va començar a treballar com a Assistent de Direcció en 1984.
Diploma als 22 anys de l'Institut d'Art Cinematogràfic, conclou la seva carrera amb el títol de realitzador cinematogràfic, amb un llargmetratge en 35 mm estrenat a les sales del circuit comercial de tot el país. El 1988 va estrenar Alguien te está mirando, pel·lícula de terror i ciència-ficció, que participà a diversos festivals. En 1990 participa del Fòrum de Cinema Argentí i es dedica a la realització de Documentals, Programes de TV i Vídeo domèstic. El 1993 es dedica al cinema publicitari treballant per a agències locals i internacionals, a països com l'Argentina, Mèxic i l'Equador.
Posteriorment és contractat a través de Metrovisión per a la realització en 35mm de les Obertures dels Programes de Televisió, realitzant totes les Presentacions de VideoMatch des de 1995 fins al 2000 i de Versus en el 2000 i 2001, entre altres programes. El 2006 va dirigir City Hunters sèrie d'animació per a públic adult, estrenada a Llatinoamèrica per Fox Channel, i el 2009 va dirigir Boobie, el aceitoso, pel·lícula d'animació per adults adaptació del famós còmic Boogie el, aceitoso.
Després dirigeix Gaturro: la película' (2010) llargmetratge també produït per IIlusion Studios en coproducció amb Toonz Animation de l'Índia i Anima de Mèxic basat en l'obra de NIK. Actualment dirigeix la sèrie Mini Beat Power Rockers (Discovery Kids / MAX). (E2017) a MUNDOLOCO CGI.

## Filmografia
- Mini Beat Power Rockers, la película (2022)
- Rouge amargo (2013)
- Gaturro: la película (2010)
- Boogie, el aceitoso (2009)
- La fórmula secreta de F. B. (corto - 2004)
- Adorable criatura (telefilm - 1998)
- Peor es nada (telefilm - 1990)
- 100 años de Carlos Gardel (1989)
- Alguien te está mirando (1988)
- Matrioshkas (curt - 1986)
- El puente (curt - 1985)

## Sèries
- Olocoons (2005/6/7),
- City Hunters (2006),
- Nada que ver (2007)
- Doodlebops Rockin' Road Show (2011)
- Peter Punk  (2010)
- Los creadores (2015)
- Mini Beat Power Rockers (2017-24)